# Tăng Tiến
Tăng Tiến is een xã in huyện Việt Yên, een district in de Vietnamese provincie Bắc Giang.
Tăng Tiến heeft ongeveer 7173 inwoners.